# Ваховяк, Ютта
Ю́тта Ва́ховяк (нем. Jutta Wachowiak; род. 13 декабря 1940, Берлин, Германия) — немецкая актриса театра, кино и телевидения. Член Академии искусств ГДР.

## Биография
Окончила Высшую киношколу в Бабельсберге. Играла в театре Ханса Отто в Потсдаме, в муниципальном театре Хемница (Карл-Маркс-Штадта). С 1970 года — в Немецком театре Берлина. В 2004—2005 годах — актриса Грилло-театра в Эссене. В 1962 году дебютировала в кино («На солнечной стороне»). Снималась у таких режиссёров, как Ральф Кирстен, Вольфганг Людерер, Роланд Греф, Гюнтер Райш, Гюнтер Рюккер, Маргарета фон Тротта, Ульрих Пленцдорф и других.
Состояла в браке с актёром Арно Выцневским.

## Театр
- «Дядя Ваня» Антона Чехова — Соня

## Фильмография

### Актриса
- 1961 — На солнечной стороне / Auf der Sonnenseite
- 1962 — Ах, ты весела… / Ach, du fröhliche … — студенческий депутат
- 1962 — Бабье лето / Altweibersommer
- 1962 — Поворот впереди / Wind von vorn
- 1964 — За мной, канальи! / Mir nach, Canaillen! — содержанка
- 1965 — Король Дроздобород / König Drosselbart — кондитер
- 1965 — Преемник / Der Nachfolger — лаборантка (ТВ)
- 1965 — Мать и безмолвие / Die Mutter und das Schweigen — Лили Герман (ТВ)
- 1966 — Тайный отряд: Бумеранг / Geheimkommando Bumerang — баварка (мини-сериал)
- 1969 — Крупп и Краузе / Krupp und Krause — Эльза Кетман (сериал)
- 1969 — Его Высочество, товарищ принц / Seine Hoheit — принцесса Диана
- 1970 — / Der Streit um den Sergeanten Grischa — бабка (ТВ)
- 1970 — Сеть / Netzwerk — доктор Рут Калер
- 1970 — н. в. — Место преступления / Tatort — Рената Буроу (сериал)
- 1971 — Полёт «Альфа-1» / Anflug Alpha I
- 1971 — Красная капелла / KLK an PTX — Die Rote Kapelle — Либертас Шульце-Бойзен
- 1973 — Кавказский меловой круг / Der kaukasische Kreidekreis — Груше Вахнадзе, судомойка (ТВ)
- 1973 — Под грушёвым деревом / Unterm Birnbaum — певица
- 1974 — Чёрт возьми, я уже взрослый / …verdammt, ich bin erwachsen — воспитательница Кандидель
- 1975 — / Blumen für den Mann im Mond — мать Ледерман
- 1975 — Банкет для Ахилла / Bankett für Achilles — Урсель
- 1976 — Кавказский меловой круг / Der kaukasische Kreidekreis — Груше Вахнадзе, судомойка (ТВ)
- 1977 — Обратная связь / Rückkopplung — Кучкина (ТВ)
- 1978 — Переход / Der Übergang
- 1978 — Сабина Вульф / Sabine Wulff — Хайде Хобом
- 1978 — Постскриптум / P.S. — Марго
- 1979 — Стина / Stine — Паулина (ТВ)
- 1979 — Счастье на задворках / Glück im Hinterhaus — Элизабет Эрп
- 1980 — Невеста / Die Verlobte — Хелла Линдау (в советском прокате «Дом с тяжёлыми воротами»)
- 1980 — Зеркало великого мага / Der Spiegel des großen Magus - эпизод
- 1981 — Бранденбургские изыскания / Märkische Forschungen — жена Пёча
- 1982 — Стелла / Stella — Цецилия (ТВ)
- 1983 — Простите, вы смотрите футбол? / Verzeihung, sehen Sie Fußball? — доктор Коберман
- 1985 — С сегодняшнего дня — взрослый! / Ab heute erwachsen — Йоханна
- 1986 — Дом у реки / Das Haus am Fluß — мать Фосс
- 1986 — Так много грёз / So viele Träume — Кристина
- 1986 — Кете Кольвиц — Картины жизни / Käthe Kollwitz — Bilder eines Lebens — Кете Кольвиц
- 1986 — / Jorinde und Joringel (ТВ)
- 1987 — / Einzug ins Paradies — Эрика Фюрстенау (сериал)
- 1987 — Фаллада — последняя глава / Fallada — letztes Kapitel — Анна Фаллада
- 1992 — / Scheusal — Карла (ТВ)
- 1994 — н. в. — Белла Блок / Bella Block — Лора Боймер (сериал)
- 1995 — Церковь святого Николая / Nikolaikirche — Габриела Хайт (ТВ)
- 1995 — Пьяница / Der Trinker — Магда Зоммер (ТВ)
- 1996 — Чужая родина / Fremde Heimat (к/м)
- 1998 — 2006 — Последний свидетель / Der letzte Zeuge — Хельга Каролевич (сериал)
- 1998 — н. в. — Все друзья / In aller Freundschaft — Юлия Герман (сериал)
- 2000 — / Alles mit Besteck — шефиня (к/м)
- 2001 — н. в. — Криминальный кроссворд / SOKO Leipzig — Ханнелора Бёгер (сериал)
- 2001 — / Das Staatsgeheimnis — Ирена (ТВ)
- 2003 — / Zutaten für Träume — Шарлотта Штёрнер
- 2003 — Мамаша Кураж и её дети / Mutter Courage und ihre Kinder — Szenentitel, Die Bäuerin (ТВ)
- 2003 — Розенштрассе / Rosenstraße — фрау Гольдберг
- 2004 — / Hunger auf Leben — Элизабет Райман (ТВ)
- 2004 — Время скорби / Zeit nach der Trauer — Герда (ТВ)
- 2009 — / Wohin mit Vater? — мать Томаса (ТВ)
- 2009 — н. в. — Штутгартское убийство / SOKO Stuttgart — Росвита Хубер (сериал)
- 2013 — / Nach all den Jahren — Роза (ТВ)
- 2013 — / Du bist dran — Хеди (ТВ)
- 2015 — / Brief an mein Leben — Роми Лемштедт (ТВ)
- 2016 — / Rockabilly Requiem — Элизабет

## Награды
- 1980 — Национальная премия ГДР («Невеста»)
- 1982 — II-ой Национальный кинофестиваль ГДР — приз за лучшую женскую роль («Невеста»)
- 1993 — орден «За заслуги перед Федеративной Республикой Германия»
- 2004 — орден «За заслуги перед землёй Берлин»